# Художественный музей Синебрюхова
Художественный музей Синебрюхова (фин. Sinebrychoffin taidemuseo, швед. Konstmuseet Sinebrychoff) — единственный в Финляндии художественный музей, специализирующийся на творчестве старых европейских мастеров. В фондах музея находится большая коллекция произведений европейского искусства XIV—XIX веков.

## История
Галерея основана в 1921 году на основе коллекции пивопромышленников Синебрюховых и размещается в Хельсинки в особняке по улице Булеварди 40, построенном в 1842 году коммерции советником Николаем Петровичем Синебрюховым, первым владельцем пивоваренной компании Sinebrychoff.

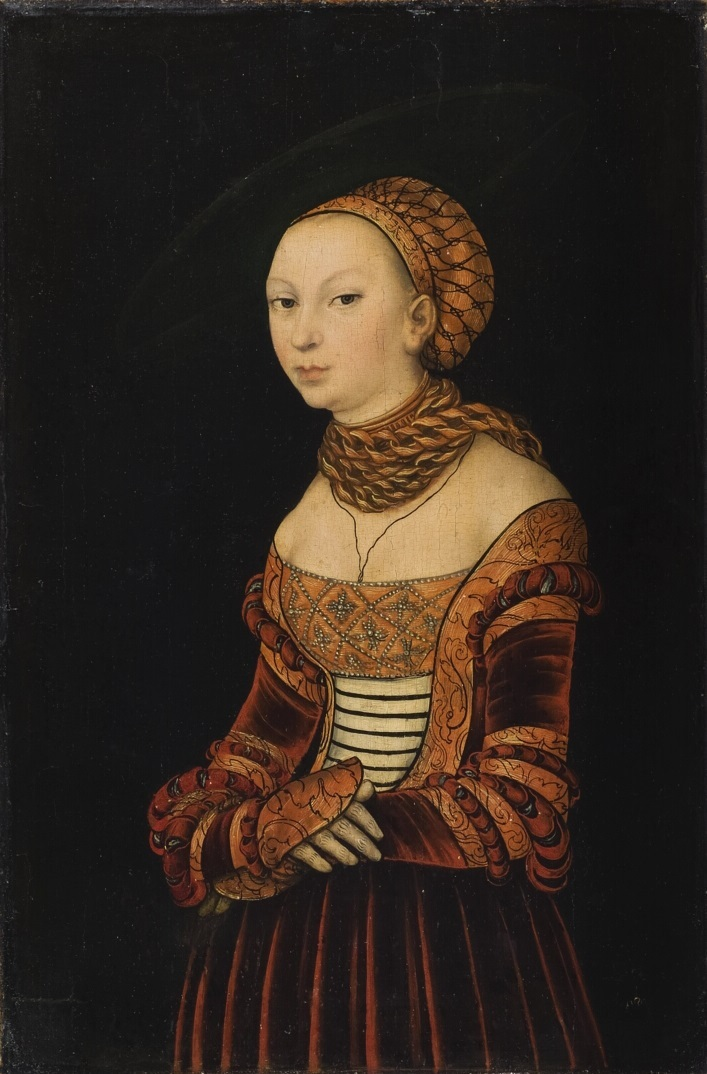
«Портрет молодой женщины» (1525), картина кисти Лукаса Кранаха Старшего

На втором этаже музея представлены жилые помещения Павла Синебрюхова и его супруги Фанни Гран с первоначальными предметами интерьера, кабинет миниатюр и другие художественные коллекции музея. На первом этаже проводятся художественные выставки.
Музейные коллекции неоднократно пополнялись за счёт частных дарений, вложений и собственных музейных приобретений. Самая старая дарственная коллекция — собрание барона Отто Вильгельма Клинковстрёма, которое было передано в дар художественному обществу Финляндии в 1851 году. В число дарственных коллекций входят также собрания Х.Ф. Антелля, К. Йёле, Ялмара Линде, Карла фон Хаартмана.
Особое место в собрании художественных произведений Павла и Фанни Синебрюховых занимают шведские портреты XVII—XVIII веков, а также голландская и фламандская живопись XVII века.
В музее также представлены произведения итальянских, французских, немецких, испанских и английских мастеров: Лукаса Кранаха Старшего, Рембрандта, представителей семьи Тьеполо, Яна ван Гойена, Александра Рослина, значительные коллекции графики и собрание миниатюр.